# Фармация
Фармацията (от гръцки φαρμακεία, pharmakéia през латински) е науката и изкуството на приготвянето, но също така и създаването, правилното съхраняване (специфики на съдържанието, опаковката и средата на съхраняване), алергологично тестване, патентоване, изследване на лечебните ефекти и стандартизацията на лекарства.
Фармацевтичната технология, фармацевтичната химия и фармакологията заедно съставят науките за лекарствените форми. 
Включва теоретичната наука и практическите познания за наименуването (фармацевтични стандарти на лекарствените наименования, медицински и фармацевтичен латински), получаване (аналитична химия, фармацевтични продукти базирани на билкови препарати), приготвяне, съхранение и запазване в добро фармацевтично състояние и отпускане на лекарствата, лекарствените продукти, и фармацевтични и медицински допълнителни материали, които са в употреба в медицинската терапия и употребявани в хуманната и ветеринарната медицина.
Специалистите в областта се наричат фармацевти, те са обучени в изготвянето на лекарства по рецепта, знаят наименованията и тяхното значение, както и имат познания в наименованията, областите на медицинските специалности, симптоматиките на заболяванията, за които се поръчват тези лекарства.
Самите лекарства, които се изготвят по рецепта обикновено са създадени от лекари или фармацевти, които имат познания в технологията на изготвянето на фармацевтични препарати, това е съвсем различен дял на фармацията, макар че теоретично фармацевт, който създава лекарства може да изготвя и такива по рецепта, ако това е необходимо. 
В големите производства на лекарства, особено такива на нови и модерни лекарства, независимо дали са по чуждестранна формула или направени (изобретени) в България, участват в самите производствени помещения и фарамацевтични технолози (в английската фармацевтика наричани technicians), които се грижат за производствения процес. Тяхната роля е само в големите поточни линии на производство във фармацията. 